# 삼연재
삼연재(三然齋)는 대한민국 전라남도 고흥군 두원면 예회리에 있는, 김붕만을 배향한 사우이다. 2019년 7월 23일 고흥군의 향토문화재 제6호로 지정되었다.

## 개요
삼연재는 정면4칸 측면 1칸 전면퇴칸에는 마루를 설치하였으며, 안쪽으로는 현재 모두 방으로 꾸며져 있다. 건물 중앙에서 약간 오른쪽으로 치우쳐 ‘삼연재’라는 현판이 걸려 있다. 그리고 전퇴칸마루 벽면에 ‘삼연재기(三然齋記)’를 포함한 5개의 현판(謹次三然齋韻(李鍾甲), 次三然齋韻(後孫柱泰), 謹次三然齋韻(後孫鳳三), 次三然齋韻(宋憲燮))이 걸려 있다. 삼연재 내부 중앙 장여묵서(孔夫子誕降二千四百七十九年戊辰二月七日丁酉正午立柱翌日巳峕上樑丑坐未向)와 三然齋記 등을 통해 재각이 1928년에 만들어졌다는 사실을 확인 할 수 있다.
남헌 김붕만은 임진왜란 당시 권율의 휘하에서 이치대첩에 참여하였고, 그후 이순신 막하에서 부산포해전에 사도일선군관(蛇渡一船軍官)으로 참전, 부상을 입는 등 활약하였으며, 1594년에 무과에 급제하여 판관으로 정유재란이 일어나자 이순신 진영에 합류하여 활약하였다. 
삼연재에는 김붕만 '선무원종공신녹권'을 보관하고 있다. 이 녹권은 1605년(선조 38) 선조의 명에 따라 임진왜란 중 왜적과 싸우는데 공을 세운 사람들에게 내린 녹권으로 김붕만은 선무원종공신 2등에 책훈되었다. 현재 전남문화재자료 제289호로 지정(2018. 8. 23)되어 관리되고 있다.

## 지정 사유
삼연재는 김붕만을 배향한 사우로, 1928년 건축되어 관리되었으며, 약간의 변형은 있지만 당시의 기록인 상량묵서(上樑墨書) 및 삼연재기(三然齋記) 등이 남아 있어 자료적 가치가 크다. 최근(2018) '고흥 김붕만 선무원종공신녹권과 신위단비'가 전남도 문화재자료로 지정되었다.

## 같이 보기
- 고흥 김붕만 선무원종공신녹권과 신위단비 - 전라남도 문화재자료 제289호